# L-привід
L-привід (англ. L-drive) — тип азимутального підрулювача, у якому електродвигун встановлено вертикально, видаляючи другу конічну шестерню від трансмісії. Азимутальні підрулюючі капсули можна обертати на 360 градусів, що дозволяє швидко змінювати напрямок тяги та усуває потребу у звичайному кермі. Ця форма передачі енергії називається L-приводом, тому що обертальний рух повинен зробити один поворот під прямим кутом, таким чином трохи нагадуючи букву "L". Ця назва використовується, щоб зрозуміти, що розташування приводу відрізняється від Z-приводу.

## Дивись також
- Азипод – електроприводний азимутальний двигун
- Пропульсор – механічний пристрій для руху судна
- Z-привід – керована морська система приводу
- Циклоротор – морська силова установка з перпендикулярною віссю
- Підвісний мотор – автономна рушійна система для човнів